# 2023-as Formula–1 olasz nagydíj
Az olasz nagydíj a 2023-as Formula–1 világbajnokság tizennegyedik futama volt, amelyet 2023. szeptember 1. és szeptember 3. között rendeztek meg az Autodromo Nazionale Monza versenypályán, Monzában.

## Választható keverékek
| Abroncs              | Friss | Használt |
| -------------------- | ----- | -------- |
| Kemény keverék (C3)  |       |          |
| Közepes keverék (C4) |       |          |
| Lágy keverék (C5)    |       |          |
| Átmeneti esőgumi (I) |       |          |
| Teljes esőgumi (W)   |       |          |

## Szabadedzések

### Első szabadedzés
Az olasz nagydíj első szabadedzését szeptember 1-jén, pénteken délután tartották, magyar idő szerint 13:30-tól.
| helyezés | versenyző        | csapat/motor          | elért idő | különbség | futott kör |
| -------- | ---------------- | --------------------- | --------- | --------- | ---------- |
| 1        | Max Verstappen   | Red Bull-Renault RBPT | 1:22,657  | −         | 31         |
| 2        | Carlos Sainz Jr. | Ferrari               | 1:22,703  | +0,046    | 28         |
| 3        | Sergio Pérez     | Red Bull-Honda RBPT   | 1:22,834  | +0,177    | 30         |
| 4        | Charles Leclerc  | Ferrari               | 1:22,966  | +0,309    | 22         |
| 5        | George Russell   | Mercedes              | 1:23,189  | +0,532    | 28         |
| 6        | Fernando Alonso  | Aston Martin-Mercedes | 1:23,214  | +0,557    | 24         |
| 7        | Lando Norris     | McLaren-Mercedes      | 1:23,241  | +0,584    | 22         |
| 8        | Lewis Hamilton   | Mercedes              | 1:23,269  | +0,612    | 26         |
| 9        | Cunoda Júki      | AlphaTauri-Honda RBPT | 1:23,271  | +0,614    | 23         |
| 10       | Alexander Albon  | Williams-Mercedes     | 1:23,444  | +0,787    | 18         |
| 11       | Oscar Piastri    | McLaren-Mercedes      | 1:23,446  | +0,789    | 24         |
| 12       | Logan Sargeant   | Williams-Mercedes     | 1:23,661  | +1,004    | 21         |
| 13       | Liam Lawson      | AlphaTauri-Honda RBPT | 1:23,833  | +1,176    | 29         |
| 14       | Pierre Gasly     | Alpine-Renault        | 1:23,931  | +1,274    | 26         |
| 15       | Valtteri Bottas  | Alfa Romeo-Ferrari    | 1:23,952  | +1,295    | 17         |
| 16       | Nico Hülkenberg  | Haas-Ferrari          | 1:24,067  | +1,410    | 23         |
| 17       | Esteban Ocon     | Alpine-Renault        | 1:24,090  | +1,433    | 26         |
| 18       | Felipe Drugovich | Aston Martin-Mercedes | 1:24,140  | +1,483    | 24         |
| 19       | Kevin Magnussen  | Haas-Ferrari          | 1:24,217  | +1,560    | 24         |
| 20       | Csou Kuan-jü     | Alfa Romeo-Ferrari    | 1:24,232  | +1,575    | 17         |

### Második szabadedzés
Az olasz nagydíj második szabadedzését szeptember 1-jén, pénteken délután tartották, magyar idő szerint 17:00-tól.
| helyezés | versenyző        | csapat/motor          | elért idő  | különbség | futott kör |
| -------- | ---------------- | --------------------- | ---------- | --------- | ---------- |
| 1        | Carlos Sainz Jr. | Ferrari               | 1:21,355   | −         | 23         |
| 2        | Lando Norris     | McLaren-Mercedes      | 1:21,374   | +0,019    | 20         |
| 3        | Sergio Pérez     | Red Bull-Honda RBPT   | 1:21,540   | +0,185    | 17         |
| 4        | Oscar Piastri    | McLaren-Mercedes      | 1:21,545   | +0,190    | 21         |
| 5        | Max Verstappen   | Red Bull-Renault RBPT | 1:21,631   | +0,276    | 20         |
| 6        | Charles Leclerc  | Ferrari               | 1:21,716   | +0,361    | 23         |
| 7        | Alexander Albon  | Williams-Mercedes     | 1:21,979   | +0,624    | 19         |
| 8        | Fernando Alonso  | Aston Martin-Mercedes | 1:22,071   | +0,716    | 16         |
| 9        | George Russell   | Mercedes              | 1:22,176   | +0,821    | 20         |
| 10       | Nico Hülkenberg  | Haas-Ferrari          | 1:22,291   | +0,936    | 19         |
| 11       | Kevin Magnussen  | Haas-Ferrari          | 1:22,574   | +1,219    | 21         |
| 12       | Valtteri Bottas  | Alfa Romeo-Ferrari    | 1:22,595   | +1,240    | 19         |
| 13       | Pierre Gasly     | Alpine-Renault        | 1:22,651   | +1,296    | 22         |
| 14       | Cunoda Júki      | AlphaTauri-Honda RBPT | 1:22,696   | +1,341    | 23         |
| 15       | Esteban Ocon     | Alpine-Renault        | 1:22,716   | +1,361    | 22         |
| 16       | Logan Sargeant   | Williams-Mercedes     | 1:22,755   | +1,400    | 24         |
| 17       | Lewis Hamilton   | Mercedes              | 1:22,783   | +1,428    | 23         |
| 18       | Liam Lawson      | AlphaTauri-Honda RBPT | 1:23,167   | +1,812    | 23         |
| 19       | Csou Kuan-jü     | Alfa Romeo-Ferrari    | 1:23,346   | +1,991    | 20         |
| 20       | Lance Stroll     | Aston Martin-Mercedes | idő nélkül |           | 2          |

### Harmadik szabadedzés
Az olasz nagydíj harmadik szabadedzését szeptember 2-án, pénteken délután tartották, magyar idő szerint 12:30-tól.
| helyezés | versenyző        | csapat/motor          | elért idő | különbség | futott kör |
| -------- | ---------------- | --------------------- | --------- | --------- | ---------- |
| 1        | Carlos Sainz Jr. | Ferrari               | 1:20,912  | −         | 23         |
| 2        | Max Verstappen   | Red Bull-Renault RBPT | 1:20,998  | +0,086    | 23         |
| 3        | Lewis Hamilton   | Mercedes              | 1:21,453  | +0,541    | 23         |
| 4        | Charles Leclerc  | Ferrari               | 1:21,486  | +0,574    | 23         |
| 5        | Fernando Alonso  | Aston Martin-Mercedes | 1:21,711  | +0,799    | 24         |
| 6        | George Russell   | Mercedes              | 1:21,730  | +0,818    | 25         |
| 7        | Kevin Magnussen  | Haas-Ferrari          | 1:21,884  | +0,972    | 21         |
| 8        | Nico Hülkenberg  | Haas-Ferrari          | 1:21,985  | +1,073    | 27         |
| 9        | Alexander Albon  | Williams-Mercedes     | 1:22,054  | +1,142    | 18         |
| 10       | Sergio Pérez     | Red Bull-Honda RBPT   | 1:22,192  | +1,280    | 16         |
| 11       | Lance Stroll     | Aston Martin-Mercedes | 1:22,245  | +1,333    | 31         |
| 12       | Liam Lawson      | AlphaTauri-Honda RBPT | 1:22,296  | +1,384    | 29         |
| 13       | Cunoda Júki      | AlphaTauri-Honda RBPT | 1:22,297  | +1,385    | 28         |
| 14       | Oscar Piastri    | McLaren-Mercedes      | 1:22,302  | +1,390    | 17         |
| 15       | Logan Sargeant   | Williams-Mercedes     | 1:22,380  | +1,468    | 23         |
| 16       | Valtteri Bottas  | Alfa Romeo-Ferrari    | 1:22,511  | +1,599    | 30         |
| 17       | Lando Norris     | McLaren-Mercedes      | 1:22,515  | +1,603    | 24         |
| 18       | Esteban Ocon     | Alpine-Renault        | 1:22,739  | +1,827    | 20         |
| 19       | Csou Kuan-jü     | Alfa Romeo-Ferrari    | 1:22,742  | +1,830    | 30         |
| 20       | Pierre Gasly     | Alpine-Renault        | 1:22,852  | +1,940    | 22         |

## Időmérő edzés
Az olasz nagydíj időmérő edzését szeptember 2-án, szombaton délután tartották, magyar idő szerint 16:00-tól.
| helyezés              | rajtszám | versenyző        | csapat/motor          | 1. rész  | 2. rész  | 3. rész  | rajthely | futott kör |
| --------------------- | -------- | ---------------- | --------------------- | -------- | -------- | -------- | -------- | ---------- |
| 1                     | 55       | Carlos Sainz Jr. | Ferrari               | 1:21,965 | 1:20,991 | 1:20,294 | 1        | 20         |
| 2                     | 1        | Max Verstappen   | Red Bull-Honda RBPT   | 1:21,573 | 1:20,937 | 1:20,307 | 2        | 21         |
| 3                     | 16       | Charles Leclerc  | Ferrari               | 1:21,788 | 1:20,977 | 1:20,361 | 3        | 21         |
| 4                     | 63       | George Russell   | Mercedes              | 1:22,148 | 1:21,382 | 1:20,671 | 4        | 21         |
| 5                     | 11       | Sergio Pérez     | Red Bull-Honda RBPT   | 1:21,911 | 1:21,240 | 1:20,688 | 5        | 21         |
| 6                     | 23       | Alexander Albon  | Williams-Mercedes     | 1:21,661 | 1:21,272 | 1:20,760 | 6        | 21         |
| 7                     | 81       | Oscar Piastri    | McLaren-Mercedes      | 1:22,106 | 1:21,527 | 1:20,785 | 7        | 24         |
| 8                     | 44       | Lewis Hamilton   | Mercedes              | 1:21,977 | 1:21,369 | 1:20,820 | 8        | 21         |
| 9                     | 4        | Lando Norris     | McLaren-Mercedes      | 1:21,995 | 1:21,581 | 1:20,979 | 9        | 23         |
| 10                    | 14       | Fernando Alonso  | Aston Martin-Mercedes | 1:22,043 | 1:21,543 | 1:21,417 | 10       | 19         |
| 11                    | 22       | Cunoda Júki      | AlphaTauri-Honda RBPT | 1:21,852 | 1:21,594 |          | 11       | 15         |
| 12                    | 40       | Liam Lawson      | AlphaTauri-Honda RBPT | 1:22,112 | 1:21,758 |          | 12       | 15         |
| 13                    | 27       | Nico Hülkenberg  | Haas-Ferrari          | 1:22,343 | 1:21,776 |          | 13       | 16         |
| 14                    | 77       | Valtteri Bottas  | Alfa Romeo-Ferrari    | 1:22,249 | 1:21,940 |          | 14       | 14         |
| 15                    | 6        | Logan Sargeant   | Williams-Mercedes     | 1:21,930 | 1:21,944 |          | 15       | 15         |
| 16                    | 24       | Csou Kuan-jü     | Alfa Romeo-Ferrari    | 1:22,390 |          |          | 16       | 8          |
| 17                    | 10       | Pierre Gasly     | Alpine-Renault        | 1:22,545 |          |          | 17       | 7          |
| 18                    | 31       | Esteban Ocon     | Alpine-Renault        | 1:22,548 |          |          | 18       | 8          |
| 19                    | 20       | Kevin Magnussen  | Haas-Ferrari          | 1:22,592 |          |          | 19       | 8          |
| 20                    | 18       | Lance Stroll     | Aston Martin-Mercedes | 1:22,860 |          |          | 20       | 9          |
| 107%-os idő: 1:27,283 |          |                  |                       |          |          |          |          |            |

## Futam
Az olasz nagydíj futamát szeptember 3-án, vasárnap délután tartották, magyar idő szerint 15:00-kor, de Cunoda Júki autója a felvezető körön megadta magát, ezért végül 15:20-kor rajtolt el.
| helyezés | rajtszám | versenyző        | csapat/motor          | futott kör[a] | idő/kiesés oka | rajthely | pont |
| -------- | -------- | ---------------- | --------------------- | ------------- | -------------- | -------- | ---- |
| 1        | 1        | Max Verstappen   | Red Bull-Honda RBPT   | 51            | 1:13:41,143    | 2        | 25   |
| 2        | 11       | Sergio Pérez     | Red Bull-Honda RBPT   | 51            | +6,064         | 5        | 18   |
| 3        | 55       | Carlos Sainz Jr. | Ferrari               | 51            | +11,193        | 1        | 15   |
| 4        | 16       | Charles Leclerc  | Ferrari               | 51            | +11,377        | 3        | 12   |
| 5        | 63       | George Russell   | Mercedes              | 51            | +23,028[b]     | 4        | 10   |
| 6        | 44       | Lewis Hamilton   | Mercedes              | 51            | +42,679[c]     | 8        | 8    |
| 7        | 23       | Alexander Albon  | Williams-Mercedes     | 51            | +45,106        | 6        | 6    |
| 8        | 4        | Lando Norris     | McLaren-Mercedes      | 51            | +45,449        | 9        | 4    |
| 9        | 14       | Fernando Alonso  | Aston Martin-Mercedes | 51            | +46,294        | 10       | 2    |
| 10       | 77       | Valtteri Bottas  | Alfa Romeo-Ferrari    | 51            | +1:04,056      | 14       | 1    |
| 11       | 40       | Liam Lawson      | AlphaTauri-Honda RBPT | 51            | +1:10,638      | 12       |      |
| 12       | 81       | Oscar Piastri    | McLaren-Mercedes      | 51            | +1:13,074[d]   | 7        | [e]  |
| 13       | 2        | Logan Sargeant   | Williams-Mercedes     | 51            | +1:18,557[f]   | 15       |      |
| 14       | 24       | Csou Kuan-jü     | Alfa Romeo-Ferrari    | 51            | +1:20,164      | 16       |      |
| 15       | 10       | Pierre Gasly     | Alpine-Renault        | 51            | +1:22,510      | 17       |      |
| 16       | 18       | Lance Stroll     | Aston Martin-Mercedes | 51            | +1:27,266      | 20       |      |
| 17       | 27       | Nico Hülkenberg  | Haas-Ferrari          | 50            | +1 kör         | 13       |      |
| 18       | 20       | Kevin Magnussen  | Haas-Ferrari          | 50            | +1 kör         | 19       |      |
| Ki       | 31       | Esteban Ocon     | Alpine-Renault        | 39            | kormánymű      | 18       |      |
| Ni       | 22       | Cunoda Júki      | AlphaTauri-Honda RBPT | 0             | erőforrás      | –[g]     |      |

Megjegyzések:
- ↑ a:  — A versenytáv 53 körös lett volna, de 51 körösre rövidült, mivel Cunoda Júki autójának mentése nem fejeződött be egy körön belül.[3]
- ↑ b:  — George Russell 5 másodperces időbüntetést kapott, mivel sikán átvágásával jogosulatlan előnyre tett szert.[4]
- ↑ c:  — Lewis Hamilton 5 másodperces időbüntetést kapott, mert összeütközött Oscar Piastrival.[5]
- ↑ d:  — Oscar Piastri eredetileg a 11. helyen végzett, de 5 másodperces időbüntetést kapott, mivel elhagyta a pályát és előnyszerzett belőle.[5]
- ↑ e:  — Oscar Piastri futotta meg a leggyorsabb köridőt, de mivel nem zárt a top 10-ben, ezért nem osztottak plusz 1 pontot.
- ↑ g:  — Cunoda Júki erőforrás meghibásodás miatt nem tudott elrajtolni.[3]

## A világbajnokság állása a verseny után
| H   | Versenyzők       | Pont | H   | Konstruktőrök         | Pont |
| --- | ---------------- | ---- | --- | --------------------- | ---- |
| 1.  | Max Verstappen   | 364  | 1.  | Red Bull-Honda RBPT   | 583  |
| 2.  | Sergio Pérez     | 219  | 2.  | Mercedes              | 273  |
| 3.  | Fernando Alonso  | 170  | 3.  | Ferrari               | 228  |
| 4.  | Lewis Hamilton   | 164  | 4.  | Aston Martin-Mercedes | 217  |
| 5.  | Carlos Sainz Jr. | 117  | 5.  | McLaren-Mercedes      | 115  |
| 6.  | Charles Leclerc  | 111  | 6.  | Alpine-Renault        | 73   |
| 7.  | George Russell   | 109  | 7.  | Williams-Mercedes     | 21   |
| 8.  | Lando Norris     | 79   | 8.  | Haas-Ferrari          | 11   |
| 9.  | Lance Stroll     | 47   | 9.  | Alfa Romeo-Ferrari    | 10   |
| 10. | Pierre Gasly     | 37   | 10. | AlphaTauri-Honda RBPT | 3    |

## Statisztikák
- Vezető helyen:
  - Carlos Sainz Jr.: 14 kör (1–14)
  - Max Verstappen: 33 kör (15–20 és 25–51)
  - Sergio Pérez: 1 kör (21)
  - Oscar Piastri: 1 kör (22)
  - Lewis Hamilton: 2 kör (23–24)
- Carlos Sainz Jr. 4. pole-pozíciója.
- Oscar Piastri 1. versenyben futott leggyorsabb köre.
- Max Verstappen 47. futamgyőzelme.
- A Red Bull Racing 106. futamgyőzelme.
- Max Verstappen 91., Sergio Pérez 35., Carlos Sainz Jr. 16. dobogós helyezése.
- Max Verstappen rekordot jelentő sorozatban 10. győzelmét szerezte meg egy szezonon belül.[4][6]